# Dolichogaster brevicornis
Dolichogaster brevicornis is een vliegensoort uit de familie Mydidae. De wetenschappelijke naam van de soort is, geplaatst in het geslacht Mydas, voor het eerst geldig gepubliceerd in 1821 door Wiedemann.
De soort komt voor in Argentinië, Bolivia, Brazilië en Paraguay.